# Реймънд Рубикъм
Реймънд Рубикъм (16 юни 1892 – 8 май 1978) е американски рекламен иноватор, който създава рекламната агенция Young & Rubicam (Y&R), заедно с Джон Ор Янг. Пенсионира се от Y&R през 1944 на 52 години.
Креативността и ръководителските му способности карат много да го приемат като особено прозорлив човек в рекламния бизнес. Неговите нововъведения продължават да играят важна роля в рекламата, и Рубикъм е считан от много хора за „бащата на рекламата“.
Като млад копирайтър в N.W. Ayer and Son, Рубикъм е отговорен за някои от най-запомнящите се рекламни работи. "The Instrument of the Immortals" на Steinway, "The Priceless Ingredient" на Squibb и "No Rolls-Royce has ever worn out" на Rolls-Royce са най-успешните слогани, които го правят един от водещите копирайтъри в индустрията. Въпреки че той се радва на своя голям успех в N.W. Ayer, чувства, че агенцията не успява да наблегне достатъчно върху значимостта на твореца в рекламирането. В стремежа си да създаде агенция, която да цени креативния талант в бизнеса, Рубикъм се свързва с Джон Ор Янг и така двамата основават Young & Rubicam през 1923 г.
Уменията на Рубикъм и това, че намира най-талантливите специалисти в индустрията, изтласква Young & Rubicam в най-челна позиция в рекламния бизнес. Дейвид Огилви признава Рубикъм като човека, който успява да събере „най-добрия екип от копирайтъри и изпълнителни директори в рекламирането“, чиито реклами „са четени от повече хора в сравнение с която и да е друга агенция“. Агенцията му е представяла някои от най-известните водещи американски компании като Gulf Oil, General Electric, Johnson and Johnson, Fortune, Life и други.
Наблягането върху креативността на отделния творец от страна на Реймънд Рубикъм е иновативно само по себе си, но и неговата философия и подход към копирайтинга променят коренно индустрията. Той вярва, че една реклама трябва да „отразява в себе си читателя“. Познаването и разбирането на клиента е незаменима съставка в ефективното рекламиране. С помощта на д-р Джордж Галъп, Рубикъм създава нови методи за проучване на клиентите и медията. Янг и Рубикъм е първата агенция, която използва научни методи и се опитва да предвиди успеха на дадена реклама като предварително е показвана пред група хора. Агенцията също е една от първите, която създава своя собствена програма като често вмъква реклами в радио предаванията. Отново неговата компания е първата, която използва анимационния елемент в рекламите си, създавайки "Mr. Coffee Nerves" за Postum и "Little Alby" за Grape-Nuts.
Докато Рубикъм е директор на агенцията, тя особено допринася по време на Втората световна война като дарява време и ресурси, за да помогне за организиране на хората по време на войната. Самият Рубикъм е член на комитета за икономическо развитие, който помага на САЩ по време на войната и повлиява на политиката след края на войната.
Рубикъм също е част и от друг бизнес като допринася за развитието му. Той става директор на New York Life Insurance Company, Bates Manufacturing и Valley National Bank.